# Матвей Блантер
Матвей Исаакович Блантер (на руски: Матве́й Исаа́кович Бла́нтер) (10 февруари (28 януари) 1903 – 27 септември 1990) е съветски композитор и един от най-известните композитори на популярни песни и филмова музика в Съветския съюз. Наред с много други произведения, той написва известната „Катюша“ (1938), изпълнявана и до днес в международен мащаб. Той е активен като композитор до 1975 г., продуцирайки повече от две хиляди песни.

## Детство и образование
Блантер, син на еврейски занаятчия, е роден в град Почеп, тогава в Черниговска губерния на Руската империя. Учи пиано и цигулка във Висшето музикално училище в Курск. От 1917 до 1919 г. продължава образованието си в Москва, учи цигулка и композиция.

## Кариера
Първите песни на Блантер са композирани през 20-те години на миналия век. По това време той пише лека денс и джаз музика, включително „John Gray“ (1923), фокстрот, който се превръща в голям хит. През 30-те години на миналия век, когато съветската култура става все по-строга идеологически, Блантер се насочва към писане на съветски пропагандни песни. Той се очертава като един от създателите на съветската масова песен.
Някои от песните на Блантер от 1930 г. са стилизирани след песните на Червената армия от Руската гражданска война (1918 – 1921) и митологизират болшевишките герои от войната. Най-известните сред тях са „Песента на Щорс“ (1935), разказваща историята на командира на украинската Червена армия Николай Щорс, и „Партизан Железняк“ (1936), който съчетава енергичните ритми на военна маршова песен с елементи на тъжна балада, която описва героичната смърт на командир Железняк в битка (песента започва и завършва със строфа за самотната гробна могила на Железняк в степите).
Други забележителни песни на Блантер от този период включват „Youth“ (1937), весела маршова песен, която твърди, че „в момента всички са млади в нашата млада, красива страна“; „Сталин е нашата бойна слава“ (1937), широко изпълняван химн за Йосиф Сталин; и „Футболният марш“ (1938), музиката от който все още се изпълнява в началото на всеки футболен мач в Русия.
През 1938 г. Блантер започва дългогодишното си сътрудничество с поета Михаил Исаковски. Първата им песен, несъмнено най-известната от творбите на Блантер, е световноизвестната „Катюша“. В него Блантер комбинира елементи от героичната, жизнерадостна бойна песен и селска песен, представляваща оплакване на жена за отсъстващ любовник. Застанала на висок речен бряг, млада жена, Катюша, пее за своя любим (в сравнение с „а сив орел на степите“), който е далеч и служи на съветската граница. Темата на песента е, че войникът ще защити родината и нейния народ, докато неговото момиче ще запази любовта им. Докато песента е радостна и изпълнена с образът на плодородна, цъфтяща земя, той също така предава усещането, че родината е под заплаха. „Катюша“ придобива известност по време на Втората световна война като вдъхновение за защита на земята от врага.
През 1937 г. Правда публикува молба хиляди съветски момичета да отидат на работа в далечния изток на окръга, за да помогнат за изграждането на военна защита. На Блантер е поръчано да напише изключително популярната оперета На брега на река Амур, за да отпразнува инициативата: премиерата се състоя в Московския оперетен театър през 1939 г. и произведението беше излъчено от Московското радио, както и подето от оперни трупи навсякъде страната.
Блантер придружава Червената армия до Берлин в началото на 1945 г. Сталин му възлага да композира симфония за превземането на Берлин. Когато обаче Василий Чуйков се среща с германска делегация, водена от Ханс Кребс за да преговаря за предаването им след самоубийството на Хитлер, Чуйков кара няколко униформени военни кореспондента да се представят за членове на неговия генерален щаб, за да изглеждат по-професионални и плашещи по време на преговорите. Но Блантер също се среща с Чуйков по времето, когато делегацията пристига и той не може да мине за офицер от Червената армия, тъй като е в цивилни дрехи. Така Чуйков го набутва в един килер точно преди делегатът да влезе в стаята. Докато остава там през по-голямата част от конференцията, той накрая изпада в безсъзнание от липсата на въздух, рухва от килера и влиза в стаята точно когато делегатите се готвят да напуснат, смущавайки Чуйков и учудвайки германците.
Блантер написва няколко други изключително популярни песни от военно време. Неговата песен от 1945 г. „Врагът изгори дома му“ за войник, който се връща от фронта и намира цялото си семейство мъртво, става спорна, когато властите я смятат за твърде песимистична и забраняват изпълнението ѝ; за първи път е изпълнена през 1961 г.
Следвоенните песни на Блантер включват „Прелетните птици летят“ (1949), патриотична съветска песен, в която разказвачът гледа как прелетните птици отлитат и твърди, че не може да измисли по-добро място от Родината, и „Черноглазая казачка“, написана специално за бас-баритона Леонид Харитонов.
През 1983 г. Блантер става член на Антиционисткия комитет на съветската общественост, организация, създадена от Съветския съюз като инструмент за антиционистка пропаганда. Умира в Москва през 1990 г.

## Награди и отличия
- Сталинска награда (1946) (за песните „Под балканските звезди“, „По пътека далечна“, „Любима моя“, „В гората фронтова“)
- Народен артист на РСФСР (1965)
- Орден на знака на честта (1967)
- Народен артист на СССР (1975)
- Герой на социалистическия труд (1983)